# Sułaszewo
Sułaszewo – wieś w Polsce położona w województwie wielkopolskim, w powiecie chodzieskim, w gminie Margonin.
W latach 1975–1998 miejscowość administracyjnie należała do województwa pilskiego.